# Bến Tre
Bến Tre ( pronúncia (?·pàg.)) és la capital de la província de Ben Tre, a la regió del Delta del Mekong, al sud del Vietnam (10° 14′ N - 106° 23′ E). El municipi té una superfície de 65,75 km² i una població de 143.639 habitants (2009).
Bến Tre és a 85 km al sud-est de Ho Chi Minh City, i actualment es troba connectada amb les altres províncies de la zona a través del Pont Rạch Miễu. Pràcticament destruïda per un bombardeig aliat, la ciutat va tenir un paper significatiu a la Guerra del Vietnam. Les notícies de l'atac i el balanç de víctimes civils van contribuir a desfermar les reaccions antibel·licistes als Estats Units d'Amèrica.